# Frode Kippe
Frode Kippe, född 17 januari 1978 i Oslo, är en norsk fotbollsspelare (försvarare) som sedan 2002 spelar i Lillestrøm SK. Kippe inledde sin professionella karriär i Lillestrøm 1997. Efter 33 ligamatcher för laget köptes Kippe 1998 av Liverpool för 700 000 pund. Under tiden i Liverpool hade han svårt att ta en plats i laget och spelade bara två matcher för klubben, båda i Ligacupen, och han lånades ut till Stoke under två perioder. 2002 lämnade Kippe Liverpool och återvände till Lillestrøm i Norge.
Kippe debuterade i det norska landslaget 2003. Efter säsongen 2007 fick Kippe motta Kniksenprisen som Tippeligaens bästa försvarsspelare. Den 9 augusti 2009 spelade Kippe sin 200:e ligamatch för Lillestrøm.